# هانز سوتر
هانز سوتر (بالألمانية: Hans Suter) (و. 1940 – م) هو ممثل، وكاتب من سويسرا .

## روابط خارجية
- هانز سوتر على موقع IMDb (الإنجليزية)
- هانز سوتر على موقع قاعدة بيانات الفيلم (الإنجليزية)
- هانز سوتر على موقع كينوبويسك (الروسية)